# 710er
Portal Geschichte | Portal Biografien | Aktuelle Ereignisse | Jahreskalender | Tagesartikel

◄ |
7. Jh. |
8. Jahrhundert
| 9. Jh. | ►

◄ |
680er |
690er |
700er |
710er
| 720er | 730er | 740er | ►

710 |
711 |
712 |
713 |
714 |
715 |
716 |
717 |
718 |
719

## Ereignisse
- Umfangreiche Eroberungen der Araber im Namen des Islam (Muslimische Eroberung der Iberischen Halbinsel) auf der Iberischen Halbinsel und im Nahen Osten mit der Belagerung von Konstantinopel (717–718).
- 15. Mai 719: Der angelsächsische Mönch Bonifatius wird von Papst Gregor II. mit der Missionierung der heidnischen Völker in Germanien beauftragt.